# Vedisk religion
Den Vediske kulturs religion er forløberen for både den klassiske og den moderne Hinduisme, men også for Buddhismen og Jainismen. Religionens liturgi findes beskrevet i Vedateksterne, hvor man også kan se, at den var centreret omkring et præsteskab af brahminer, som foretog de rituelle ofringer. En lille gruppe indenfor den konservative Shrauta-bevægelse fastholder stadig denne tradition i moderne hinduisme.
De tekster, der anses for at stamme fra den vediske periode, er skrevet på vedisk sanskrit. Det drejer sig hovedsagelig om de fire vedaer, men Brahmanaerne og nogle af de ældste Upanishader betragtes også som vediske. Vedaerne fortæller om den liturgi, der var forbundet med ritualer og ofringer, udført af purohitaer. For de troende var sangene i Rigveda og andre vedaer guddommelige åbenbaringer, og præsterne blev betragtet som lyttere (shruti, der betyder "det som høres"), snarere end forfattere.
Gudstjenesten bestod i ofringer og fremførelse af sange. Det vediske præsteskab hjalp desuden de almindelige mennesker med at udføre ritualer, der blev brugt for at få mange børn, okser og rigdom. Denne form for gudstjeneste er intakt selv i dag, sådan som det kan opleves i talrige, hinduistiske ritualer, der omfatter oplæsninger fra vedaerne for at opnå rigdom og almindeligt velfærd.
Dele af den vediske religion strækker sig tilbage til perioden, før de indo-iransktalende folkeslag indvandrede i området. Den vediske periode anses for at være sluttet omkring år 500 f.Kr., hvor den vediske religion gradvis blev omformet til de historisk kendte, dharmiske religioner, først og fremmest Vedantaskolerne og Buddhismen, der på deres side igen udviklede sig til nutidens hinduisme.

## Ritualer
Ashvamedha (hesteofringer) har paralleller i det 2. årtusinde f.Kr. (Andronovo kulturen), og de skal angiveligt have fundet sted i Indien så sent som det 4. århundrede e.Kr. Vegetarisk livsform kan også være opstået allerede i den senvediske periode, hvor man begyndte at "modtage" køer som ofringer i stedet for at "dræbe" dem. Dette skift i opfattelse opstod samtidigt med eller måske under indflydelse fra buddhismen, der begyndte som en reformbevægelse inden for den vediske religion. I Rig-Veda, Upanishaderne og senere tekster beskrives koen ofte som aditi og aghnya (den, som ikke skal dræbes).
Den hinduistiske tradition med ligbrænding opstod i den vediske periode. Selv om skikken kan findes i de ældste kulturer (Cemetery H kulturen), kan man også finde en henvisning i sene dele af Rigveda (RV 10.15.14) hvor man påkalder både de kremerede "(agnidagdhá-)" og de ukremerede "(ánagnidagdha-)" forfædre, hvad der kan vise en sammenfletning af ariske (indo-iranske) og før-ariske traditioner.
Den vediske religions særlige ritualer og ofringer omfatter:
- Somakulten, som beskrives i Rigveda, og som stammer fra en fælles indo-iransk religion.
- Ilddyrkelse, der også er en fælles indo-iransk rest, jf. Zoroastrianisme:
  - Agnihotra, gaven til Agni
  - Agnicayana, det indviklede ritual for opstabling af ildens alter
  - Agnistoma eller ildofringen
- Ashvamedha eller hesteofringen, som beskrives i Yajurveda
- Purushamedha eller menneskeofringen, der sandsynligvis blev reduceret til en symbolsk handling meget tidligt
- Ritualer, der er beskrevet i Atharvaveda, og som drejer sig om dæmonologi og magi

## Monoteistiske tendenser
Allerede i Rigvedas yngste bøger (bog 1og 10) findes der beviser på en fremvoksende monoteisme. Disse tendenser kan genfindes hos moderne, hinduistiske sekter som f.eks. den panteistiske "Arya Samaj", der hævder, at der kun findes én skaber for hele universet, og at det er ham, man skal søge at nå. Denne sekt tilbeder ikke individuelle guddomme (f.eks. Ganesha eller Lakshmi), som det ellers er almindeligt hos de fleste hinduer.

## Vediske følgereligioner
Den vediske religion blev gradvis opsplittet i de hinduistiske retninger yoga og vedanta, der selv anser sig for at have beholdt kernen af vedaernes indhold. Den vediske gudekreds blev forstået som et sammenhængende billede af universet med Gud set som immanent og transcendent i form af Ishvara (Guds personlige træk), Paramatma (Guds lokale træk) og Brahman (Guds upersonlige energier). Desuden findes der konservative skoler, der fortsætter dele af den historiske vediske religion i stort set uændret form (se Śrauta og Nambudiri).
Religioner, der anses for at nedstamme fra vedisk religion, omfatter:
- Buddhisme
- Hinduisme
- Jainisme

Af disse har hinduismen bibeholdt næsten alle den vediske religions oprindelige former, og den har efterhånden udviklet sig til den polyteistiske og yderst forskelligartede og mangesidede form, som den har i dag.
Moderne hinduisme, som den kendes i dag, betragter de fire vedaer (Rig-Veda, Atharva-Veda, Sama-Veda og Yajur Veda) og Upanishaderne som hellige tekster. Af de fire vedaer har Rig-Veda den største vægt. Ordet 'Hindu' blev skabt af perserne som betegnelse for de beslægtede folk, der levede på den anden side af Sindhfloden.
Zoroastrianismen har mange indo-iranske fællestræk med vedisk religion, men den nedstammer ikke derfra.